# Liste der Biografien/Req
Liste der Biografien |
Portal Biografien |
Personensuche
# |
A |
B |
C |
D |
E |
F |
G |
H |
I |
J |
K |
L |
M |
N |
O |
P |
Q |
R |
S |
T |
U |
V |
W |
X |
Y |
Z |
?
 
Ra |
Rb |
Rd |
Re |
Rh |
Ri |
Rj |
Rk |
Rl |
Rm |
Rn |
Ro |
Rr |
Rs |
Rt |
Ru |
Rv |
Rw |
Rx |
Ry |
Rz
 
Rea |
Reb |
Rec |
Red |
Ree |
Ref |
Reg |
Reh |
Rei |
Rej |
Rek |
Rel |
Rem |
Ren |
Reo |
Rep |
Req |
Rer |
Res |
Ret |
Reu |
Rev |
Rew |
Rex |
Rey |
Rez
Die Liste der Biografien führt alle Personen auf, die in der deutschsprachigen Wikipedia einen Artikel haben. Dieses ist eine Teilliste mit 19 Einträgen von Personen, deren Namen mit den Buchstaben „Req“ beginnt.

## Req

### Requ
- Requa, Kenneth (* 1981), US-amerikanischer Fernsehproduzent und Regisseur
- Requadt, Paul (1902–1983), deutscher Germanist
- Requardt, Michael (* 1953), deutscher Jurist und Schuldnerberater
- Requardt, Walter (1903–1993), deutscher Lehrer, Germanist und Schriftsteller
- Requate, Jörg (* 1962), deutscher Historiker
- Requate, Till (* 1957), deutscher Mathematiker, Wirtschaftswissenschaftler und HochschullehrerTill Requate (* 1957)

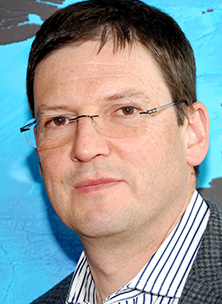
Till Requate (* 1957)

- Requelme, Richard (* 1980), uruguayischer Fußballspieler
- Requena, Manuel (1802–1876), mexikanisch-amerikanischer Politiker
- Requeña, Nadia (* 1988), peruanische Speerwerferin
- Requena, Osvaldo (1931–2010), argentinischer Tangopianist, Bandleader, Arrangeur und Komponist
- Requeni, Antonio (* 1930), argentinischer Journalist und Schriftsteller
- Requião, Roberto (* 1941), brasilianischer Politiker
- Réquichot, Bernard (1929–1961), französischer Maler, Grafiker und Zeichner
- Requien, Esprit (1788–1851), französischer Botaniker
- Requillé, Maurice, belgischer Ruderer
- Réquin, Édouard (1879–1953), französischer General
- Requiro, David, US-amerikanischer Cellist und Hochschullehrer
- Requisens, Alphonsus (1570–1639), Franziskaner, Heiliger
- Requisens, Henricus († 1613), Franziskaner, Heiliger